# Vesperus gomezi
Vesperus gomezi es una especie de insecto coleóptero de la familia Vesperidae. Estos longicornios se distribuyen por el sur de la España peninsular (Andalucía oriental).
Mide entre 20 y 22 mm, estando activos los adultos en agosto.